# Schwanenmarkt (Düsseldorf)
Der Schwanenmarkt gehört zu den Bereichen in Düsseldorf, die zu Beginn des 19. Jahrhunderts nach der Schleifung der Befestigungsanlagen um die alte Kernstadt angelegt wurden. Der Platz liegt an der nördlichen Seite der Haroldstraße und nördlich des Schwanenspiegels, in der Carlstadt und an der Grenze zu Unterbilk. Als Markt wurde dieser Platz trotz seines Namens nur kurzzeitig benutzt.

## Geschichte

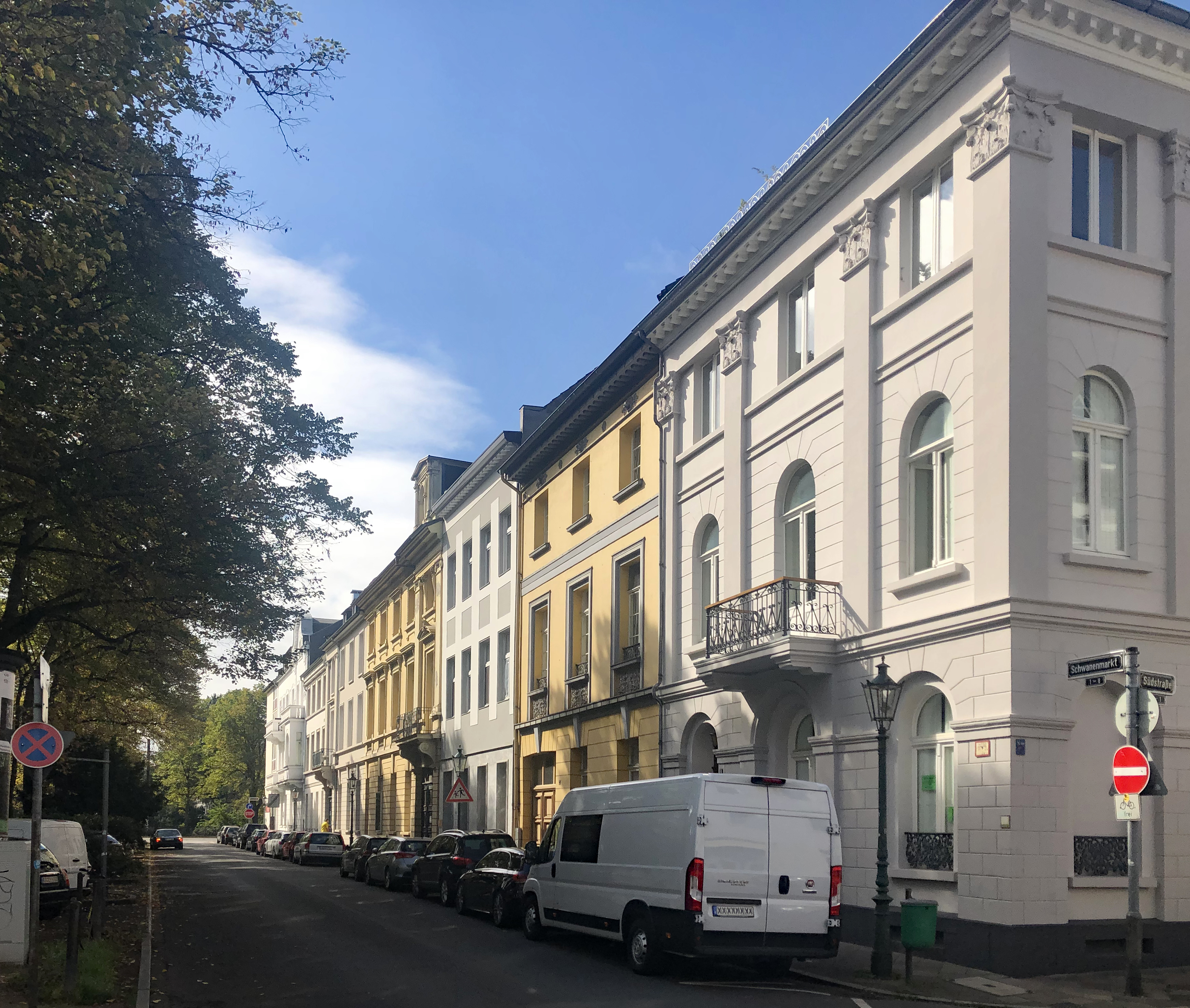
Bebauung Schwanenmarkt 8–1, Düsseldorf-Carlstadt (2020)

Im Stadtplan von 1796 ist ersichtlich, dass der spätere Bereich des Schwanenmarktes weitgehend zu den Schutzgewässern der Befestigungsanlagen gehörte. Das Gebiet wurde von der südlichen Düssel Richtung Zitadelle und der Bastion Marie Amalie durchströmt. Bei der Anlegung der Carlstadt Ende des 18. Jahrhunderts konnte deshalb dieser Bereich südlich ab etwa der Bastionstraße noch nicht mit bebaut werden, da hier die Schutzanlagen begannen.

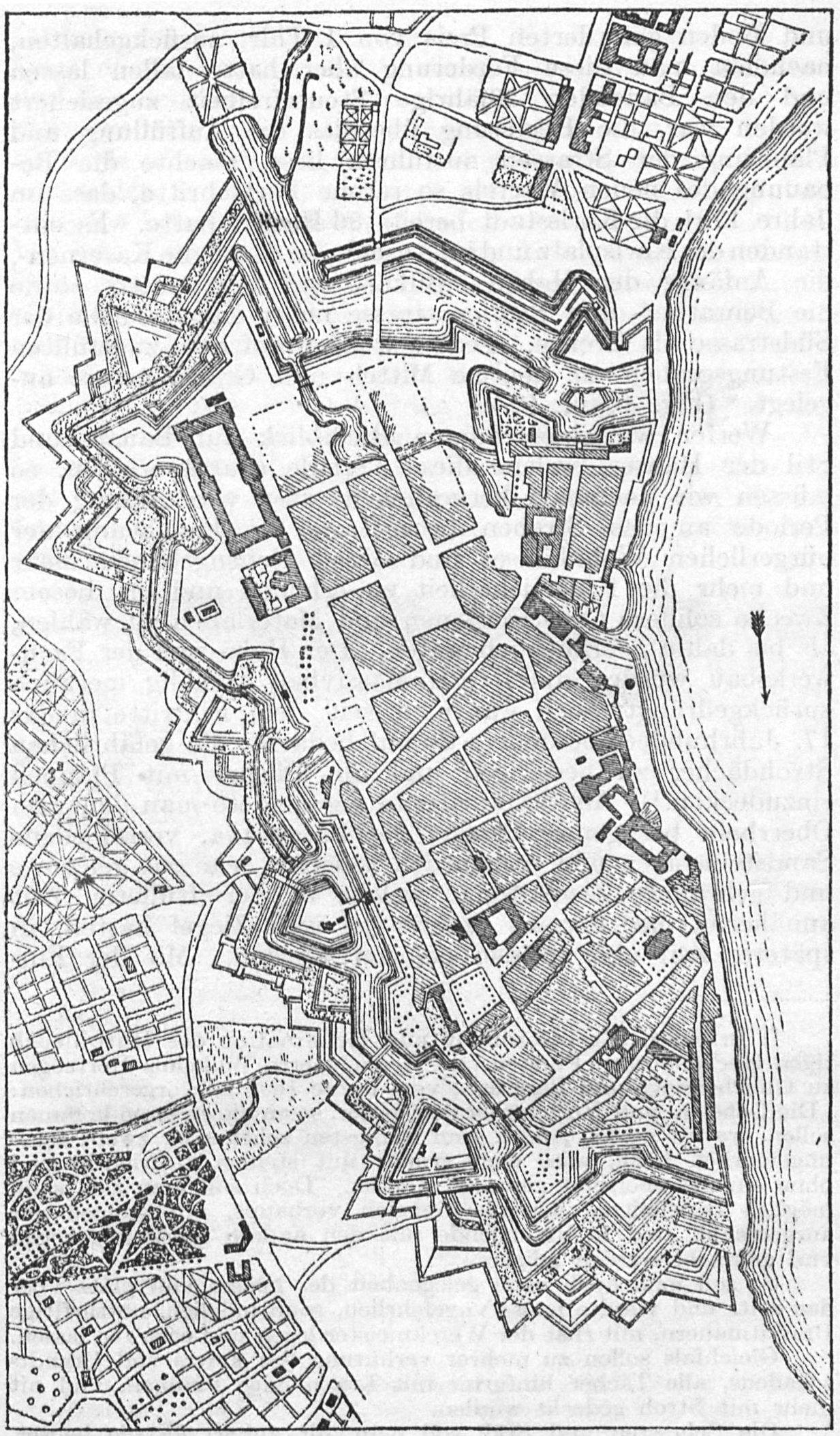
Stadtgebiet nach Anlegung der Carlstadt 1796

Die 1801 abziehende französischen Besatzung der Festungsstadt Düsseldorf hatte die Festungseinrichtungen gesprengt. Die Schutzgewässer waren dadurch weitgehend mit dem Material der Erdwall- und gesprengten Mauerwerksreste verlandet. Folge war besonders im großräumigen Bereich um die spätere Haroldstraße die Bildung eines Öd- und Sumpfgebietes, das besonders in der warmen Sommerzeit zur Geruchsbelästigung in der nahen Carlstadt führte. Bei den ersten Räumarbeiten und der Anlegung von Neuanlagen, die bereits nach Abzug der Franzosen unter Kurpfälzer Herrschaft wie auch im Großherzogtum Berg ab 1806 unter den Franzosen begannen, blieb der gesamte südliche Bereich der zerstörten Festungsbereiche weitgehend ausgespart. Als das Generalgouvernement Berg die Herrschaft ab November 1813 übernahm, kurz darauf gefolgt von den Preußen, wurden aus Geldmangel zunächst noch keine Aufräumarbeiten in diesem südlichen Bereich durchgeführt. Dies änderte sich erst mit der Genehmigung eines Gesamtplanes für die Restrukturierung durch die Preußische Regierung in Berlin am 4. Juni 1831. Diese Genehmigung betraf den gesamten Bereich der ehemaligen Festungsanlagen um die Kernstadt. Damit konnte nun auch der Südbereich der Carlstadt für eine urbane Nutzung ertüchtigt werden.
Nach 1831 wurde nördlich der Haroldstraße in den südlichen Verlängerungen der Bilker und der Hohe Straße bis auf Höhe der Südstraße das Gelände aufgefüllt, eingeebnet und der Schwanenmarkt genannte Platz mit vier Rasenquadraten angelegt. Zum gleichen Zeitraum begann auch die Errichtung von Häusern an drei der vier Platzseiten, da dies durch Steuererlass für fünfundzwanzig Jahren gefördert wurde. Ausgenommen blieb von der Bebauung die Südseite, an der die Haroldstraße angelegt wurde. Bereits zum Beginn der 1840er Jahre sind die neugebauten Gebäude nachweisbar. In Zeitschriften wurden Mietangebote für Wohnungen am Schwanenmarkt angeführt.
Die Ausführung des Platzes als Rasenfläche wurde in den ersten Jahrzehnten nach der Anlegung nicht geändert. Durch die Nähe zu den Kasernen an der Kasernenstraße wurde der Platz zeitweise auch als zusätzlicher Exerzierplatz für die Ausbildung der Soldaten benutzt. Diese Nutzung ist für die Zeit um 1859 nachweisbar. Nachdem diese militärische Nutzung beendet war, wurde 1872 ein Springbrunnen errichtet. Motiv des Brunnens war eine Nixe mit Kind. Hersteller war die Kunstgießerei Lauchhammer. Der monumentale Springbrunnen war im Bereich eines Wasserbassins aufgestellt.
Ende der 1860er Jahre wurde vom Rat der Stadt kurzzeitig alternativ auch geprüft, ob im Bereich des Schwanenmarktes statt am Königsplatz, aktuell Martin-Luther-Platz, die geplante neue evangelische Stadtkirche gebaut werden sollte.
Es folgte 1883 eine völlige Umgestaltung des Geländes. Der Platz wurde mit Bäumen, Sträuchern und Blumenbeeten neu bepflanzt. In den 1880er Jahren wurde der südliche Bereich der Carlstadt an das öffentliche Abwassernetz angeschlossen und Bereiche vor den Gebäuden am Schwanenmarkt mit einer Trottoir-Pflasterung versehen. Ab 1891 folgte noch die Aufstellung von neuen Bänken auf dem Platz.
Im Zeitraum ab Ende des Ersten Weltkriegs ergaben sich folgende Änderungen und Ereignisse:
- 1922 wurden die beschädigten Brunnenschalen des Springbrunnens ertüchtigt. Es folgte zu Pfingsten
- 1924, am 8. Juni, ein starker Wirbelsturm im Bereich Carlstadt und Unterbilk. Hierbei wurden auch am Schwanenmarkt diverse Bäume entwurzelt und von vielen Linden die Baumkronen weitgehend abgebrochen. Dies führte ab
- 1925 zu einer Umgestaltung des Platzes mit einer Neubepflanzung und einem Abbruch des inzwischen baufälligen Springbrunnens. Es folgte
- 1927 eine Erneuerung der Pflasterung der Bürgersteige im Bereich vor den Gebäuden am Schwanenmarkt. Weiterhin wurde ab
- 1933 eine neue Art der Bepflanzung mit Mischblumen in den Blumenbeeten vorgenommen. Nach Ausbruch des Zweiten Weltkrieges wurde ab
- 1940 der Wochenmarkt vom Carlsplatz auf den Schwanenmarkt verlegt, da der Markt wegen des Baues eines unterirdischen Luftschutzbunkers dort während der Bauzeit nicht mehr möglich war.[15]

Nach der Fertigstellung des Tiefbunkers unter dem Carlsplatz blieb der Markt auf dem Schwanenmarkt. Auch nach Ende des Krieges wurde der Markt auf dem Schwanenmarkt wieder eröffnet und erst im Mai 1951 zum Carlsplatz zurückverlegt: Zur gleichen Zeit wurden auf der Ostseite des Platzes für hundert PKW-Parkplätze angelegt. 1963 wurde ein Schmuckbrunnen aufgestellt und 1968, 1979 und 1980 der Kinderspielplatz erweitert und umgerüstet.
1981 erfolgte zum 125. Todestag von Heinrich Heine die Aufstellung eines Heinrich-Heine-Denkmals, eine Vexierplastik in einem Wiesenbereich des Platzes. Der Entwurf ist von Bert Gerresheim.
Aktuell sind auf dem Platz großflächig neben einem normalen Kinderspielbereich mit Sandgruben, Rutsche und Bänken, ein eingezäunter Ballspielbereich und einige Tischtennisplatten vorhanden. Neben dem Wiesenbereich mit dem Heinrich-Heine Denkmal und dem umfangreichen Spielplatzgelände ist der Platz überwiegend nahe der Platzgrenzen mit hohen Bäumen und Gebüsche bewachsen. Bis auf die Südseite sind an den drei anderen Seiten des Platzes Parkbuchten für PKW angelegt.